# Дуброво (Смолиговское сельское поселение)
Дуброво — деревня в Руднянском районе Смоленской области России. Входит в состав Смолиговского сельского поселения. По состоянию на 2007 год постоянного населения не имеет. 
Расположена в западной части области в 19 км к юго-востоку от Рудни, в 7 км севернее автодороги А141 Орёл — Витебск. В 5 км южнее деревни расположена железнодорожная станция Голынки на линии Смоленск — Витебск. 

## История
В годы Великой Отечественной войны деревня была оккупирована гитлеровскими войсками в июле 1941 года, освобождена в октябре 1943 года.